# Jack Hannah
John Frederick Hannah (Nogales, 5 gennaio 1913 – Burbank, 11 giugno 1994) è stato un animatore, sceneggiatore e regista statunitense.
Hannah dalla natia Arizona si trasferisce con la sua famiglia in California, dove studia alla Grammar School di San Isidro, alla high school di National City e quindi, nel 1931, alla Art Guild Academy di Los Angeles. In questo periodo di studi realizza manifesti pubblicitari per vari teatri e per la Foster&Kleiser.

## Allo Studio Disney
Verso la fine del 1932 si presenta agli Studi Disney e dopo il solito periodo di apprendistato, il 31 gennaio 1931 viene assunto come assistente animatore: collaborerà subito alla realizzazione del cortometraggio I Tre Porcellini, vincitore di un premio Oscar. Farà quindi l'assistente per vari animatori (Norman Ferguson, Dick Lundy, Hamilton Luske) nella realizzazione di corti per le serie Mickey Mouse e Silly Symphony.
Nel 1937 Jack King, che dirige i cortometraggi (shorts) di Paperino, lo promuove ad animatore e nello stesso anno collabora alla sua prima sceneggiatura per il cortometraggio Clock Cleaners. Qualche mese dopo Harry Reeves lo invita a passare dal reparto sceneggiature: qui dà vita ad un'eccezionale collaborazione con Carl Barks che dà origine ad alcuni splendidi capolavori nella storia animata di Paperino, come Donald's Nephews, Donald's Golf Game (1938), Donald's Cousin Gus, The Autograph Hound (1939), Mr Duck Steps Out (1940), Timber (1941).

## I fumetti
All'inizio del 1942, mentre ancora lavorano al reparto sceneggiature, a Barks e Hannah viene assegnato il compito di realizzare un albo a fumetti, basato sullo storyboard di un cortometraggio animato mai realizzato. La storia (Paperino e l'oro del pirata) verrà edita dalla Western Publishing nell'estate dello stesso anno. In seguito i due artisti lavorano ancora insieme alla storia Pluto salva la nave, dopo la quale Barks lascia definitivamente l'animazione per dedicarsi ai fumetti.

## La regia
Hannah, al contrario, continua a lavorare nell'animazione e nel 1944 diventa regista con il corto Donald's Off Day, mentre nel 1946 ha l'onore di dirigere il primo cortometraggio di Pippo (A Knight for a Day) e il primo di Pluto (Squatter's Rights). In quest'ultimo rispolvera e forgia un nuovo carattere a due dispettosi scoiattoli che, l'anno seguente, inizieranno a tormentare Paperino nello short dal titolo Chip n' Dale e che si meriterà una nomination all'Oscar, dando vita a una lunga serie di cartoni con Cip e Ciop protagonisti e Paperino loro vittima preferita.
Successivamente Hannah si concentra su Paperino introducendo, nei suoi cartoni, nuovi personaggi, come il coleottero Bootle Beetle (1947), l'ape Buzz (alias Spike, 1948) e la strega Hazel (Nocciola, 1952, ripresa successivamente da Barks nei fumetti) e l'orso Humphrey (1953).
Dal 1955 dirige le sequenze miste (animazione e riprese dal vivo) che aprono il programma televisivo Disneyland.
Il 27 maggio 1959 Hannah lascia lo Studio Disney, dopo aver realizzato oltre 75 cortometraggi, di cui otto candidati all'Oscar. Da ricordare, infine, che Hannah ha realizzato anche, ad acquerello, lo storyboard di Topolino e il fagiolo magico (1947).

## Con Walter Lantz
Nello stesso anno viene assunto da Walter Lantz per il quale, fino al 1962, dirige venti corti con il picchio Woody Woodpecker (Picchiarello), il pinguino Chilly Willy e il gatto Doc. Lasciato Lantz, Hannah collabora brevemento con lo studio di Bob Clampett, per il quale dirige la puntata pilota per una serie che non verrà mai trasmessa.
Alla fine ritorna alla Disney, dove ricoprirà il ruolo di story consultant (consulente per le sceneggiature) per serie televisive e dal vivo. Nel 1975 organizza e dirige i corsi di animazione presso il California Institute of the Arts di Valencia, che diventerà, grazie a lui, la più importante scuola di animazione di tutta l'America: vi resterà fino al giugno 1983.
Ritiratosi, Hannah si dedica alla pittura, realizzando numerosi paesaggi. Quindi, nel 1992, lo Studio Disney gli tributa il prestigioso Disney Legends Award, una sorta di premio alla carriera riservato a coloro che hanno reso leggendario lo studio californiano.
Due anni dopo, il 10 giugno 1994, Jack Hannah muore, dopo una breve malattia.
Lascia, oltre ai numerosi cortometraggi diretti, anche poche (sei) storie a fumetti, tutte con Paperino protagonista.